# Svantovítova skála
Svantovítova skála je přírodní památka poblíž obce Malá Bystřice v okrese Vsetín. Oblast spravuje Krajský úřad Zlínského kraje.

## Předmět ochrany
Důvodem ochrany je význačný skalní výchoz pískovce s výškou dvanáct metrů.

## Galerie

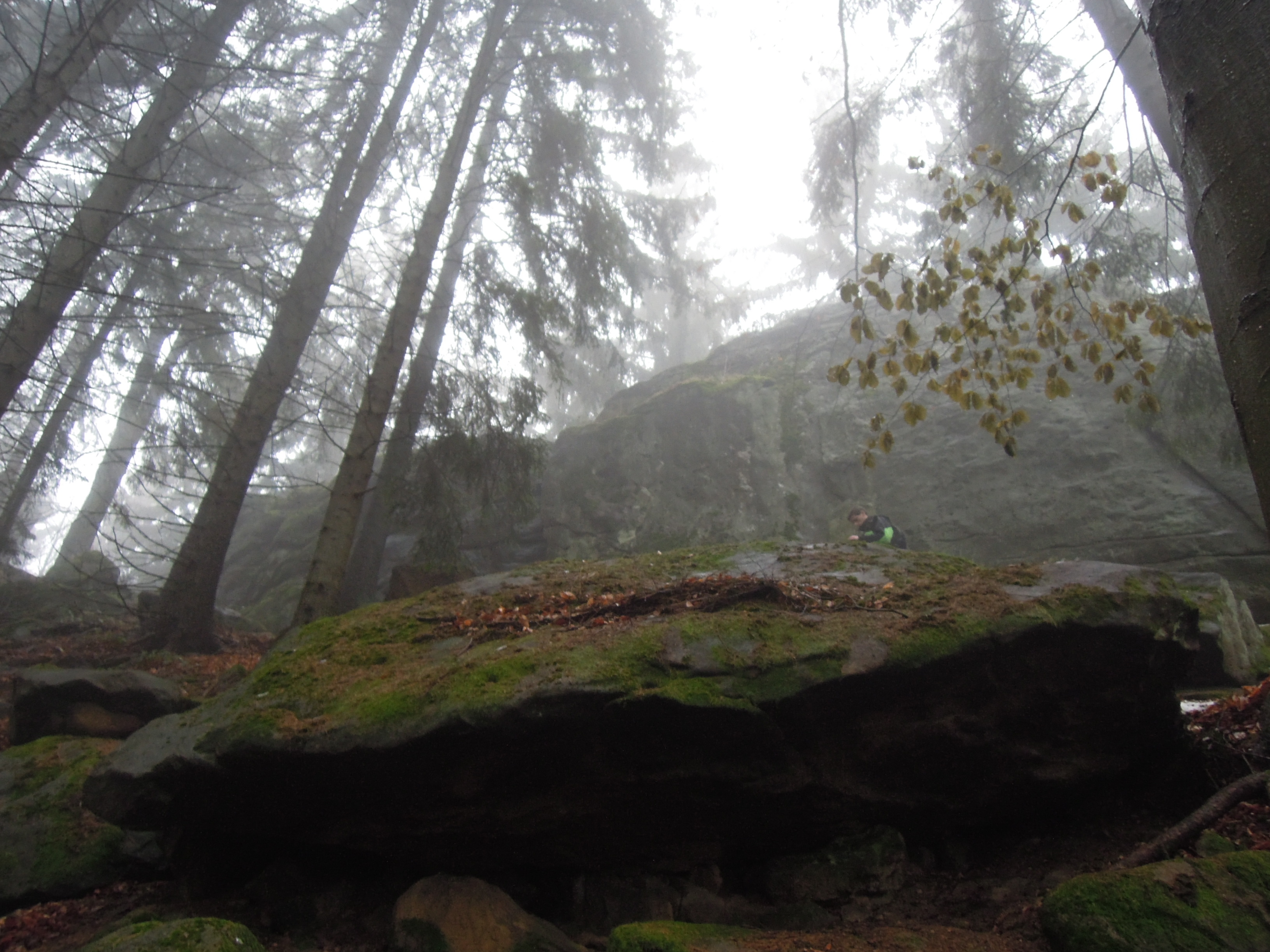
Pohled na skály zespodu
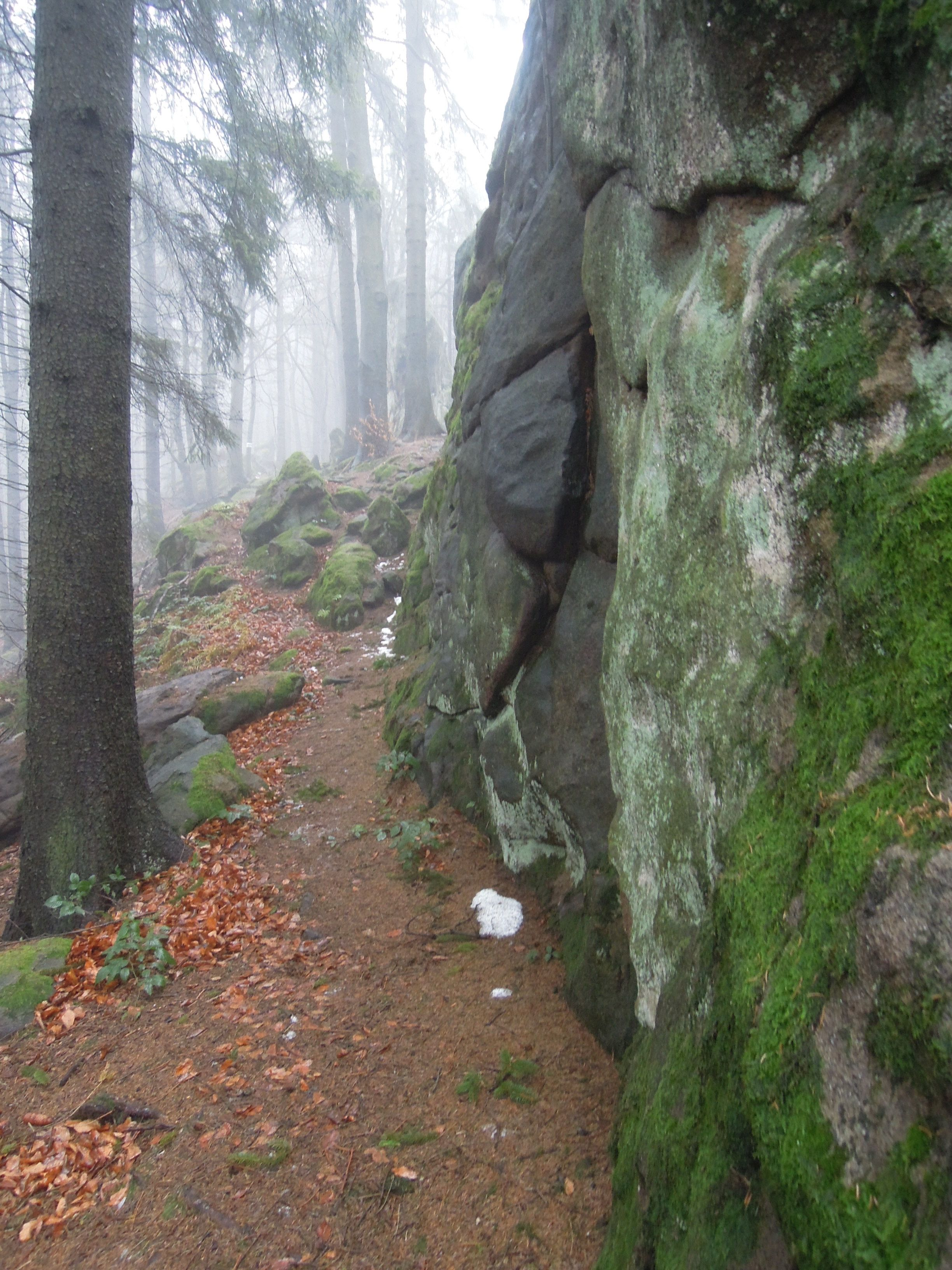
Cesta kolem Svantovítovy skály
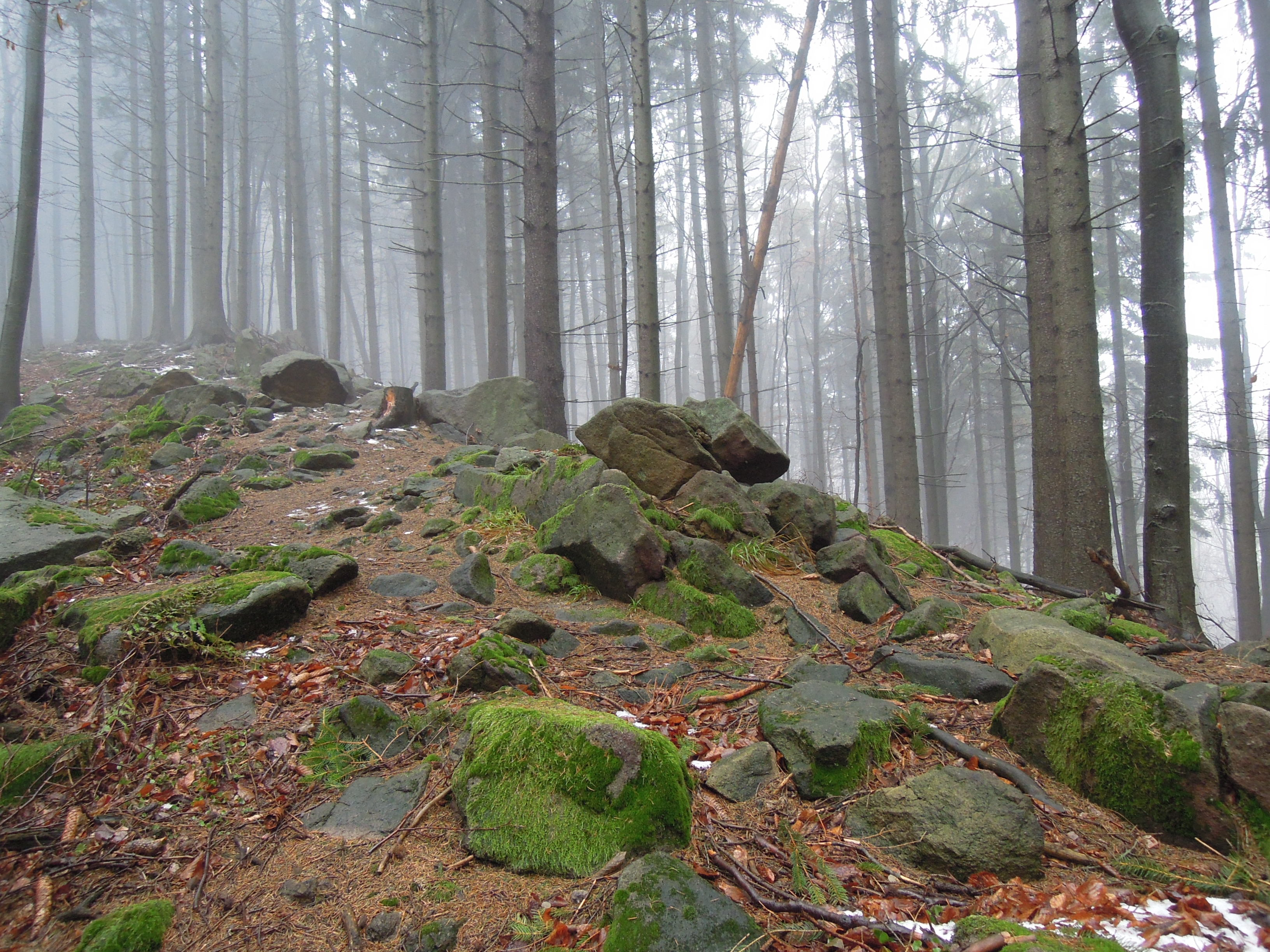
V okolí Svantovítovy skály se nachází celá řada menších skal
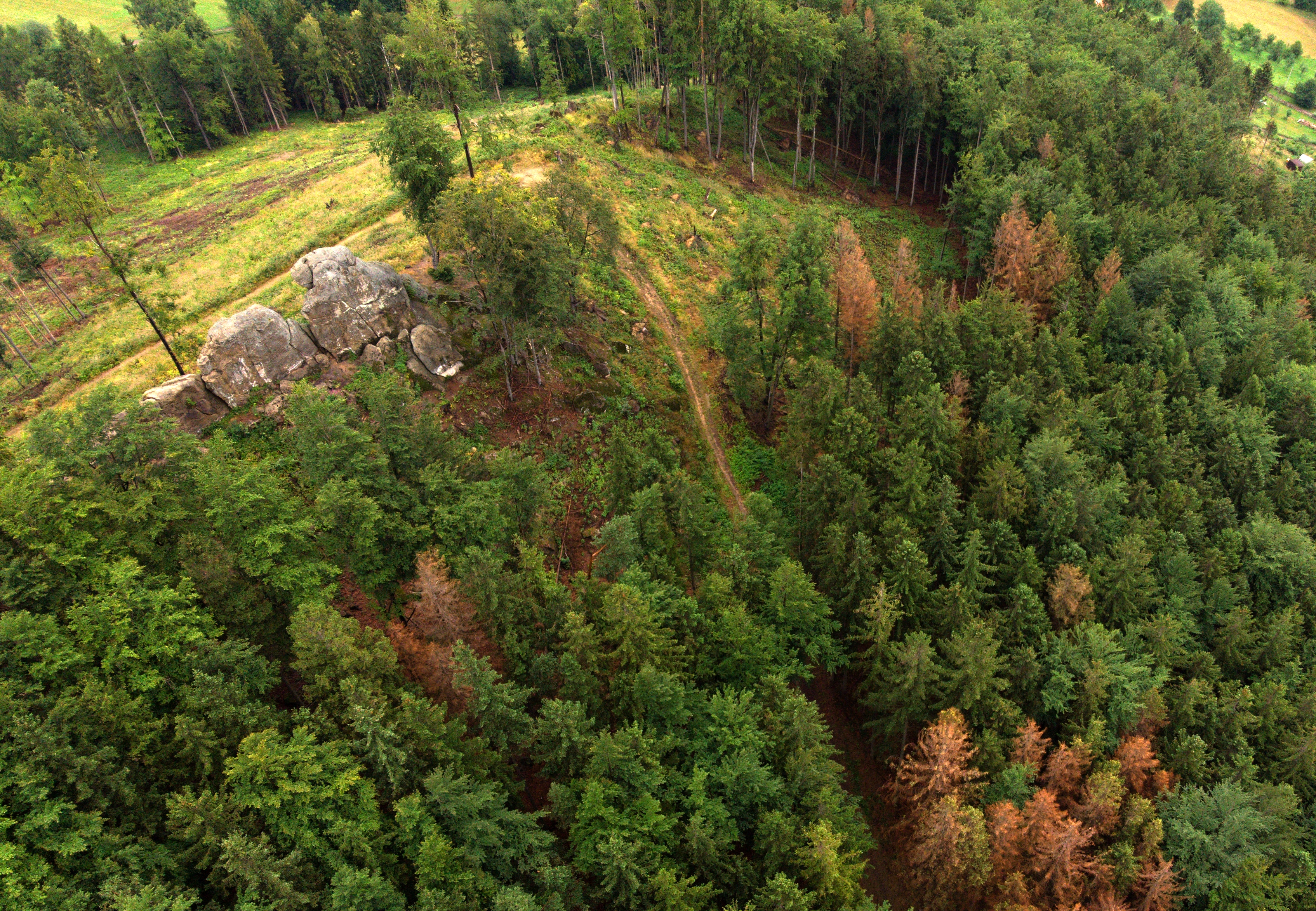
Pohled z výšky